# Port (számítástechnika)
Számítógépes portnak nevezzük azt a bemeneti-kimeneti „kaput”, amelyen keresztül eszközök és hálózatok adatátviteli kommunikációja történhet az adott számítógéppel.
A számítógépes hálózatok esetében a port jelenti a kommunikáció végpontját egy operációs rendszerben. A port szó egyaránt vonatkozik magára a fogható tárgyakra (hardver) és a specifikus folyamatot vagy egyfajta hálózati szolgáltatást felismerő logikai építményekre (szoftver) is.
Egy port mindig hozzáfűződik a házigazda IP címéhez és a kommunikáció protokoll-típusához. Befejezi a célját vagy kezdetét az üzenet címének. A portokat minden protokollban és címzett kombinációban 16 bites előjel nélküli szám (unsigned integer) alatt lehet azonosítani, ezt általában a portszámnak hívják.

## Átlagos portszámok
Az Internet Assigned Numbers Authority (IANA) felelős a bolygószerti DNS gyökér koordinációjáért, IP címezés, és más internet protokoll forrásokért. Ez tartalmazza a jól ismert internetes szolgáltatások gyakori port számainak nyilvántartását. A portszámok három kategóriába vannak felosztva: jól ismert portok, regisztrált portok és a dinamikus vagy privát portok.
A jól ismert portok (más néven rendszerportok) 0-tól 1023-ig tartanak. Az új megbízásoknak a feltételei, ebben a tartományban szigorúbbak, mint más regisztrálásoknál, példákat tartalmaznak:
- 21: File Transfer Protocol (FTP)
- 22: Secure Shell (SSH)
- 23: Telnet távolságról bejelentkező szolgáltatás
- 25: Simple Mail Transfer Protocol (SMTP)
- 53: Domain Name System (DNS) szolgáltatás
- 80: Hypertext Transfer Protocol (HTTP) használják a World Wide Web-en (WWW)
- 110: Post Office Protocol (POP3)
- 119: Network News Transfer Protocol (NNTP)
- 123: Network Time Protocol (NTP)
- 143: Internet Message Access Protocol (IMAP)
- 161: Simple Network Management Protocol (SNMP)
- 194: Internet Relay Chat (IRC)
- 443: HTTP Secure (HTTPS)

A regisztrált portok 1024-től 49151-ig tartanak.

## Hardverport
Porton keresztül csatlakozik a számítógéphez.
Pl. az egér és a billentyűzet (PS/2 vagy USB port), a nyomtató és egyéb műszerek (párhuzamos és soros port), szórakoztató eszközök (FireWire és/vagy USB port), illetőleg valamely hálózat (LAN port) és a hang átjátszására szolgáló port (Jack).

## Hálózati port
Számítógépünk több tízezer kapun (porton) keresztül kommunikálhat az internettel. A portok egy hálózati kommunikációs csatorna végpontjai. A portok használata teszi lehetővé, hogy egy adott számítógépen futó alkalmazások - ugyanazt a hálózati erőforrást használva - a beérkező csomagokból csak a nekik szóló csomagokat kapják meg. A portokat számokkal is tudjuk azonosítani, értékük 0 és 65535 között lehet.
Ezeket a portokat három csoportba soroljuk:
- jól ismert portok (well known ports);
- regisztrált portok;
- dinamikus vagy privát portok.

A jól ismert portok a 0-1023-as sávban lévő portok, amelyeket általában csak rendszerfolyamatok vagy rendszerprogramok használnak, és ezek szorosan kötődnek valamilyen szolgáltatáshoz: a 20 és 21-es port az FTP-hez, 22-es az SSH-hoz, 23-as a telnethez, 25-ös az SMTP-hez,  a 80-as a HTTP-hez stb. A regisztrált portok (1024-49151) kevésbé kötődnek egy-egy szolgáltatáshoz, ilyen portszám többféle célra is felhasználható. A privát portokhoz (49152-65535) nem kapcsolódik semmilyen kijelölt szolgáltatás, ezek az egyes programok által szabadon felhasználhatók.
Minden portnak három állapota lehet az adott rendszertől függően:
- Nyitott/Open: Az ilyen port teljesen nyitott az internet felé. Ha van nyitott portunk, számítógépünk sebezhető;
- Zárt/Closed: A portok zárva vannak ugyan, de látszik az internet felé. Különböző hacker eszközökkel a számítógép így is feltörhető;
- Lopakodó/Stealth: Ez a port teljesen láthatatlan az internet felé. Nagyon fontos, hogy az automatizált támadások ellen a Stealth portok jelentik az egyetlen védekezési módot.

Bővebb infókat találsz: 
1. TCP és UDP portszámok listája

2. "List of TCP and UDP port numbers" Wikipédia ( https://en.wikipedia.org/wiki/List_of_TCP_and_UDP_port_numbers ))